# Julio Aparicio
Julio Aparicio (30 gennaio 1955) è un ex calciatore peruviano, di ruolo attaccante.

## Carriera

### Club
Ha giocato nella massima serie del campionato peruviano con Sportivo Huracán, Universitario de Deportes e Sporting Cristal.

### Nazionale
Con la nazionale peruviana ha giocato 5 partite dal 1975 al 1977, vincendo la Copa América 1975.

## Palmarès

### Club

#### Competizioni nazionali
- Campionato peruviano: 3

Universitario: 1974
Sporting Cristal: 1979, 1980